# Лемани (Поморське воєводство)
Лемани (пол. Lemany) — село в Польщі, у гміні Сераковиці Картузького повіту Поморського воєводства.
Населення — 128 осіб (2011).
У 1975-1998 роках село належало до Гданського воєводства.

## Демографія
Демографічна структура станом на 31 березня 2011 року:
|          | Загалом | Допрацездатний вік | Працездатний вік | Постпрацездатний вік |
| -------- | ------- | ------------------ | ---------------- | -------------------- |
| Чоловіки | 59      | 17                 | 37               | 5                    |
| Жінки    | 69      | 24                 | 33               | 12                   |
| Разом    | 128     | 41                 | 70               | 17                   |